# Rii del Gambero di torrente
Rii del Gambero di torrente este o arie protejată (sit de importanță comunitară — SCI) din Italia întinsă pe o suprafață de 28 ha, integral pe uscat.

## Localizare
Centrul sitului Rii del Gambero di torrente este situat la coordonatele 46°31′29″N 13°37′15″E / 46.5246°N 13.6208°E.

## Înființare
Situl Rii del Gambero di torrente a fost declarat sit de importanță comunitară în mai 2017 pentru a proteja 4 specii de animale.

## Biodiversitate
Situată în ecoregiunea alpină, aria protejată conține 6 habitate naturale: Fânețe de joasă altitudine (Alopecurus pratensis, Sanguisorba officinalis), Păduri pe pante, grohotișuri și ravene de Tilio-Acerion, Păduri ilirice de Fagus sylvatica (Aremonio-Fagion), Păduri de pin (sub-) mediteraneene cu pini negri endemici, Râuri de munte și vegetația erbacee de pe malurile acestora, Păduri de fag Asperulo-Fagetum.
La baza desemnării sitului se află mai multe specii protejate:
- mamifere (3): liliac cârn (Barbastella barbastellus), liliac comun (Myotis myotis), liliacul mic cu potcoavă (Rhinolophus hipposideros)
- nevertebrate (1): Austropotamobius torrentium